# Shopian
Shopian (o Shupiyan) è una città dell'India di 12.396 abitanti, capoluogo del distretto di Shopian, nel territorio del Jammu e Kashmir. In base al numero di abitanti la città rientra nella classe IV (da 10.000 a 19.999 persone).

## Geografia fisica
La città è situata a 33° 43' 0 N e 74° 49' 60 E e ha un'altitudine di 2.056 m s.l.m..

## Società

### Evoluzione demografica
Al censimento del 2001 la popolazione di Shopian assommava a 12.396 persone, delle quali 6.366 maschi e 6.030 femmine. I bambini di età inferiore o uguale ai sei anni assommavano a 1.355, dei quali 672 maschi e 683 femmine. Infine, coloro che erano in grado di saper almeno leggere e scrivere erano 7.306, dei quali 4.248 maschi e 3.058 femmine.